# هاینتس هابر
 هاینتس هابر (آلمانی: Heinz Haber؛ زاده ۱۵ مهٔ ۱۹۱۳ درگذشته ۱۳ فوریهٔ ۱۹۹۰) یک فیزیک‌دان اهل آلمان بود.